# Pata giòn
Pata giòn là một món ăn của người Philippines bao gồm móng giò hoặc chân giò heo được chiên ngập dầu và ăn kèm với nước chấm được làm từ giấm và đậu nành. Nó có thể được phục vụ trong những bữa tiệc hoặc những bữa ăn hàng ngày. Nhiều nhà hàng phục vụ món Pata rút xương. Món ăn này khá giống với Schweinshaxe của Đức.